# Richard A. Gabriel
Richard A. Gabriel és un historiador i autor canadenc.
És un antic professor associat del Departament d'Història i Estudis Bèl·lics al Col·legi Militar Reial del Canadà i el Departament d'Estudis de Defensa del Col·legi de les Forces Canadenques, a Toronto.
Entre les seves obres hi ha: Scipio Africanus: Rome’s Greatest General, Hannibal: The Military Biography of Rome’s Greatest Enemy, The Great Armies of Antiquity, Man and Wound in the Ancient World i Military Incompetence. David Olle, del New York Journal of Books, n'elogià l'estil «accessible i captivador».